# Aldersyde
Aldersyde is een plaats in de regio Wheatbelt in West-Australië. Het ligt 179 kilometer ten oostzuidoosten van Perth, 358 kilometer ten noorden van Albany en 27 kilometer ten oosten van Brookton. Aldersyde telde 41 inwoners in 2021.

## Geschiedenis
De Balardong Nyungah Aborigines waren de oorspronkelijke bewoners van de streek bij aanvang van de Europese kolonisatie.
John Seabrook was in 1846 de eerste kolonist die zich in de streek vestigde. In de jaren 1860-70 vestigden zich meer kolonisten in de streek. Ze leefden van het verzamelen van sandelhout, de schapen- en de graanteelt. In 1889 werd de Great Southern Railway geopend. Enkele jaren later werd er een nevenspoor aangelegd waaraan het dorp Brookton zou gesticht worden.
In Brookton werd een spoorweg afgetakt naar Kunjin. In 1913 werd grond, afkomstig uit vier eigendommen, gereserveerd voor een dorp langs die spoorweg. Frederick Pykes eigendom heette Aldersyde en toen het dorp in 1915 officieel gesticht werd kreeg het die naam.
Vanaf 1925 werd les gegeven in het gemeenschapshuis (En: Town Hall) van Aldersyde. In 1928 werd een schooltje geopend. Het schoolgebouw was uit Markegin overgebracht. De school sloot de deuren in 1968.
De Aldersyde Pioneer Memorial Church werd in 1954 gebouwd.

## 21e eeuw
Aldersyde maakt deel uit van het landbouwdistrict Shire of Brookton. Het is een verzamel- en ophaalpunt voor de oogst van de graanproducenten uit de streek die bij de Co-operative Bulk Handling Group aangesloten zijn.

## Transport
Aldersyde ligt langs de Brookton-Corregin Road, onderdeel van State Route 40 die de Great Southern Highway en de South Coast Highway verbindt.

## Klimaat
Aldersyde kent een warm mediterraan klimaat, Csa volgens de klimaatclassificatie van Köppen. De gemiddelde jaarlijkse temperatuur bedraagt er 16,9 °C. De gemiddelde jaarlijkse neerslag ligt rond 392 mm.
Aldersyde · Amery · Ardath · Arthur River · Baandee · Babakin · Badgingarra · Badjaling · Bailup · Bakers Hill · Balkuling · Ballaying · Ballidu · Beacon · Beenong · Beermullah · Bejoording · Belka · Bencubbin · Bendering · Benjaberring · Beverley · Bilbarin · Bindi Bindi · Bindoon · Bodallin · Bolgart · Bonnie Rock · Boolading · Booraan · Brookton · Bruce Rock · Bullaring · Bullfinch · Bulyee · Bungulla · Buntine · Burakin · Burracoppin · Cadoux · Calingiri · Campion · Caraban · Carrabin · Cataby · Cervantes · Chandler · Chittering · Clackline · Cold Harbour · Congelin · Coomberdale · Copley · Corrigin · Cowcowing · Crossman · Cuballing · Culbin · Cunderdin · Dalwallinu · Dandaragan · Dangin · Darkan · Dattening · Dongolocking · Doodlakine · Dowerin · Dudinin · Dumbleyung · Duranillin · Dwarda · Ejanding · Elabbin · Erikin · Gabbin · Gingin · Goomalling ·  Grass Valley · Greenhills · Guilderton · Gwambygine · Harrismith · Highbury · Hines Hill · Holt Rock · Hyden · Jelcobine · Jennacubbine · Jennapullin · Jitarning · Jurien Bay · Kalannie · Karlgarin · Kellerberrin · Kondinin · Kondut · Koojan · Koolyanobbing · Koorda · Korbel · Korrelocking · Kukerin · Kulin · Kulja · Kulyaling · Kunjin · Kununoppin · Kweda · Kwelkan · Kwolyin · Lancelin · Lake Brown · Lake Grace · Lake King · Ledge Point · Manmanning · Marvel Loch · Meckering · Meenaar · Merredin · Miling · Minnivale · Mogumber · Mokine · Moodiarrup · Mooliabeenee · Moora · Moorine Rock · Moorumbine · Moulyinning · Mount Hardey · Mount Kokeby · Mount Walker · Muchea · Mukinbudin · Muntadgin · Nalya · Nangeenan · Narembeen · Narrogin · New Norcia · Newdegate · Nilgen · Nokaning · North Bannister · Northam · Nukarni · Nungarin · Pantapin · Piawaning · Piesseville · Pingaring · Pingelly · Pithara · Popanyinning · Quairading · Quindanning · Regans Ford · Seabird · Shackleton · Southern Cross · Spencers Brook · Tammin · Tincurrin · Toodyay · Trayning · Varley · Wagin · Walebing · Walgoolan · Wandering · Wannamal · Watheroo · Welbungin · West Dale · West Toodyay · Westonia · Wialki · Wickepin · Wilbinga · Williams · Wongan Hills · Woodridge · Wubin · Wundowie · Wyalkatchem · Yealering · Yelbeni · Yellowdine · Yilliminning · Yerecoin · York · Yorkrakine · Yornaning · Yoting · Youndegin